# Punkt artykulacji
Punkt artykulacji, wierzchołek rozcinający, wierzchołek rozdzielający, wierzchołek rozspajający (łac. articulatio staw, przegub) – wierzchołek grafu spójnego, którego usunięcie z grafu rozspójnia go (graf niespójny). Według innej definicji jest to taki wierzchołek, którego usunięcie zwiększa liczbę spójnych składowych grafu.

## Warunki
Przed rozpoczęciem poszukiwania punktów artykulacji w grafie, wykonuje się w nim algorytm DFS i określa czasy odwiedzenia danych wierzchołków jako funkcję {\displaystyle d(w).} Następnie wyznacza się wartości funkcji low.
Wierzchołek {\displaystyle w} jest punktem artykulacji, gdy:
- jest korzeniem i ma więcej niż jednego syna,
- nie jest korzeniem, a dla przynajmniej jednego jego syna {\displaystyle s} spełniony jest warunek,

{\displaystyle {\mbox{low}}(s)\geqslant d(w).}